# داریو بوتینلی
داریو بوتینلی (انگلیسی: Darío Bottinelli؛ زادهٔ ۲۶ دسامبر ۱۹۸۶) بازیکن فوتبال است.
از باشگاه‌هایی که در آن بازی کرده‌است می‌توان به باشگاه فوتبال کوریتیبا، باشگاه فوتبال اطلس، باشگاه فوتبال جیمناسیا لاپلاتا، باشگاه ورزشی سن لورنسو آلماگرو، باشگاه فوتبال راسینگ کلوب آویاندا، و باشگاه فوتبال فلامینگو اشاره کرد.